# Changements des noms de villes et d'États en Inde
Le changement de nom des villes et des États d'Inde a commencé après l'indépendance du pays et se poursuit jusqu'à nos jours.
Plusieurs raisons expliquent ces changements :
- l'ajustement de l'orthographe anglaise à l'orthographe locale (par exemple, Simla en Shimla) ;
- le retour à l'ancien nom local depuis un nom anglais dérivé de l'original ;
- le changement d'un nom d'origine européenne vers un nom d'origine indienne ;
- le changement d'un nom d'origine arabe ou perse vers un nom d'origine indienne (par exemple, le changement proposé d'Ahmedabad en Karnavati).

Certains de ces changements provoquent des polémiques et toutes les propositions de changement n'ont pas été effectuées. Dans tous les cas, le gouvernement central doit approuver le changement.
Par ailleurs, certains changements n'ont pas eu de répercussion dans l'usage populaire en anglais. Ainsi, si Mumbai, Kolkata et Chennai sont couramment utilisés, Bengaluru (pour Bangalore) et Thiruvananthapuram (pour Trivandrum) ne le sont pas. À l'étranger, il est parfois encore courant de nommer les lieux par leurs anciens noms, particulièrement en France. Enfin, certaines institutions continuent d'utiliser l'ancien nom de la ville dans laquelle elles sont situées : la Bourse de Bombay à Mumbai, l'université de Madras à Chennai, par exemple.

## États et territoires

### États
- Travancore-Cochin → Kerala (effectif depuis le 1er novembre 1956)
- Madhya Bharat → Madhya Pradesh (1er novembre 1959)
- État de Madras → Tamil Nadu (14 janvier 1969)
- Mysore → Karnataka (1er novembre 1973)
- Uttaranchal → Uttarakhand (1er janvier 2007)
- Orissa → Odisha (4 novembre 2011)

### Territoires
- Îles Laccadive, Minicoy et Amindivi → Lakshadweep (1er novembre 1973)
- Pondichéry → Puducherry (1er octobre 2006)

## Villes

### Andaman-et-Nicobar
- Port Blair → Sri Vijaya Puram (2024)

### Andhra Pradesh
- Elgandal → Karimnagar
- Indur → Nizamabad
- Metuku → Medak
- Paalamuru → Mahaboonagar
- Ellore → Eluru (1949)
- Waltair → Vizagapatam
- Vizagapatam → Vishakapatnam
- Bezawada → Vijayawada
- Cuddapah → Kadapa
- Ongole District → Prakasham
- Nellore District → Pottisriramulu Nellore

### Assam
- Nowgong → Nagaon
- Gauhati → Guwahati (1983)
- Sibsagar → Sivasagar

### Bengale-Occidental
- Calcutta → Kolkata (2001)
- Burdwan → Bardhaman

### Gujarat
- Baroda → Vadodara (1974)
- Cambay → Khambhat
- Bulsar → Valsad

### Himachal Pradesh
- Simla → Shimla

### Karnataka
- Bangalore → Bengaluru (2014)
- Bellary → Ballari (2014)
- Bijapur → Vijayapura (2014)
- Belgaum → Belagavi (2014)
- Chikmagalur → Chikkamagaluru (2014)
- Gularga → Kalaburagi (2014)
- Mangalore → Mangaluru (2014)
- Hospet → Hosapete (2014)
- Shimoga → Shivamogga (2014)
- Hubli → Hubballi (2014)
- Tumkur → Tumakuru (2014)
- Mysore → Mysuru (2014)

### Kerala
- Trivandrum → Thiruvananthapuram (1991)
- Cochin → Kochi (1996)
- Calicut → Kozhikode
- Quilon → Kollam
- Trichur → Thrissur
- Cannanore → Kannur
- Palghat → Palakkad
- Alleppey → Alappuzha (1990)
- Alwaye → Aluva
- Parur → North Paravur
- Cranganore → Kodungallur
- Tellicherry → Thalassery
- Badagara → Vatakara
- Palai → Pala
- Verapoly → Varapuzha
- Cherpalchery → Cherpulasseri

### Madhya Pradesh
- Ahilyanagari/Indur → Indore
- Avantika → Ujjain
- Bhelsa → Vidisha
- Rassen → Raisen
- Saugor → Sagar
- Jubbulpore → Jabalpur
- Bhopal Bairagarh → Sant Hirda Ram Nagar, Bhopal
- Bellasgate → Bheraghat
- Ojjain → Ujjain
- Mandu → Mandavgarh

### Maharashtra
- Poona → Pune
- Kirkee → Khadki
- Thana → Thane
- Bombay → Mumbai (1995)
- New Bombay → Navi Mumbai (1995)
- Bassein → Vasai
- Aurangabad → Chhatrapati Sambhaji Nagar (2023)
- Osmanabad → Dharashiv (2023)

### Puducherry
- Yanaon → Yanam
- Pondichéry/Pondicherry → Puducherry

### Pendjab
- Jullunder → Jalandhar

### Tamil Nadu
- Coimbatore → Koyamutthoor (1972)
- Tinnevelly → Tirunelveli
- Tranquebar → Tharangambadi
- Trichinopoly → Tiruchirapalli (1971)
- Madras → Chennai (1996)
- Tanjore → Thanjavur
- Tuticorin → Thoothukudi
- Cap Comorin → Kânyâkumârî
- Ootacamund → Udagamandalam
- Conjeevaram → Kanchipuram
- Virudupatti → Virudhunagar
- Portonovo → Parangipettai
- Mayavaram → Mayiladuthurai

### Uttar Pradesh
- Cawnpore → Kanpur (1948)
- Benares → Varanasi (1956)

## Propositions de changements

### États
- Bengale-Occidental → Paschimbanga
- Assam → Asom[1]

### Villes
- Ahmedabad → Karnavati[2]
- Allahabad → Prayag ou Tirth Raj Prayag[3]
- Bhopal → Bhojpal[4]
- Delhi → Indraprastha[5]
- Indore de nouveau → Induru
- Mughalsarai → Deen Dayal Nagar[6]
- Hyderabad → Bhagyanagaram
- Patna → Pataliputra[7]
- Alibag → Shribag